# Fotbalová reprezentace Americké Samoy
Fotbalová reprezentace Americké Samoy reprezentuje Americkou Samou na mezinárodních fotbalových akcích, jako je mistrovství světa či Oceánský pohár národů. Dne 11. dubna 2001 v kvalifikaci na MS 2002 od Austrálie utrpěla drtivou porážku 31:0, což je světovým rekordem (nejvyšší prohra národního týmu).

## Mistrovství světa
| Rok    | Účast                                           | Soupisky |
| ------ | ----------------------------------------------- | -------- |
| 1986   | Bez účasti                                      |          |
| 1990   | Bez účasti                                      |          |
| 1994   | Bez účasti                                      |          |
| 1998   | Bez účasti                                      |          |
| 2002   | Nepostoupili z kvalifikace                      |          |
| 2006   | Nepostoupili z kvalifikace                      |          |
| 2010   | Nepostoupili z kvalifikace                      |          |
| 2014   | Nepostoupili z kvalifikace                      |          |
| Celkem | účast – 0× zlato – 0×, stříbro – 0×, bronz – 0× |          |